# ハウステック
株式会社ハウステック（英: Housetec Inc.）は、群馬県高崎市に本社を置くヤマダホールディングスグループの住宅機器メーカー。
旧商号は株式会社日立ハウステック（ひたちハウステック）で、日立グループに属していた。

## 概要
2001年に、日立化成の住宅機器・環境開発部門を分離して設立された。キッチン・浴室・給湯・環境設備に強みを持ち、日立製の電化製品を活用した商品が多い。ガス器具は、自社製品は少なく、ノーリツやリンナイのOEM製品が主流となっている。バランス釜後継機のホールインタイプの給湯器（壁貫通型ガス給湯機）を、ノーリツへOEM供給している。また、システムキッチン部門はLIXILと提携している。浴室製造の歴史は古く、前身の日立化成は1963年に、現在主流となっているプラスチック製バスを日本で最初に開発し、ホテルや公団団地に多く採用された。FRP 成形技術を生かした浄化槽は、南極昭和基地でも使われている。
茨城県の結城事業所（環境品製造）、富山県の富山事業所（システムバス関係）、栃木県の宇都宮事業所（キッチン、洗面製造）の製造3拠点がある。かつて存在した広島県の福山工場（浄化槽、ミニキッチン製造）は、2008年4月閉鎖され結城工場へ移管された。
2008年1月、株式の過半数以上をプライベート・エクイティ・ファンドであるニューホライズンキャピタルに譲渡、これにあわせ2009年4月1日に商号から「日立」の文字を外し、「株式会社ハウステック」に商号を変更した。ただし、日立化成からの経緯で、子会社や地域の販売代理店には、現在も日立化成の略称「日化」を冠する企業が残る。2011年から一時、子会社の日化メンテナンスと共同持株会社の株式会社ハウステックホールディングス（Housetec Holdings Inc.）を設立したが、2013年6月1日付で自社に吸収した。2012年6月15日、ニューホライズンキャピタルは保有全株式を家電量販店最大手のヤマダ電機（当時）に売却し、ヤマダ電機のグループ会社となった。

## 主な商品

### システムキッチン
- EXCELIA Lovee（エクセリア ラヴィー、2010年4月発売）
- コンパクトキッチンCS
- ミニキッチンKM

### 洗面化粧台
- Lavabo（ラヴァーボ）
- Lavabo Plus（ラヴァーボ プラス）
- QVシリーズ

### システムバス
- 戸建住宅向け
  - Felite plus（フェリテ プラス）
  - Felite（フェリテ）
  - YUTORIAN（ゆとりあん）
- 集合住宅向け
  - LLシリーズ
  - LAシリーズ
  - NJシリーズ
  - sofias CJ（ソフィアスCJ）

### 給湯器・浴槽
- ガス給湯器
  - カベピタ（WFシリーズ、外壁貫通設置型） ※長期使用製品安全点検制度対象外製品
  - KZシリーズ（屋外据置設置型）
  - WZシリーズ（屋外壁掛・設置フリー型）
  - KSシリーズ（屋外壁掛設置型）
- FRP浴槽
  - 浅型HKシリーズ
  - HKA・HMAシリーズ

※以前は自社でエコキュートの製造・販売、および日立アプライアンス製「ナイアガラ出湯」をベースに自社向けに仕様変更したモデルを販売していた。現行のハウステックブランドのエコキュートはコロナのOEM（ウェブサイトもコロナのドメイン下にあり、延長保証システムもコロナのシステムで加入する）。

### 合併処理浄化槽
- 小規模浄化槽
  - ハイバッキー KTG型（5人槽/7人槽）
  - ハイバッキー KGRN型（10人槽）
  - ハイバッキー KBR1型（5人槽/7人槽/10人槽、市町村設置型浄化槽）
  - ハイバッキー DBR型（5人槽/7人槽/10人槽）
  - ハイバッキー KGRN型（14～50人槽、集合住宅・店舗・事務所用）
- 大型浄化槽
  - ハイバッキー JTN2型（51～500人槽）
  - ハイバッキー JRN2型（101～500人槽）
  - ハイバッキー HNR2型（51～2,000人槽）
  - ハイバッキー HNR1型（51～1,000人槽）

### その他
以前は「ファミレット」のブランド名で温水洗浄便座を製造・販売していたが、2012年3月をもって製造を終了した。

## お詫びCM
1984年から1988年にかけて発売された日立ミニキッチンユニット用電気こんろにおいて、身体や物が接触することで意図せずスイッチが「入」になる可能性があるという不具合が発覚。フリーダイヤルに連絡を呼びかけるCMを全国ネットの日立製作所の提供枠及びスポット枠にて2007年7月中旬に入ってから放送を行っていた。